# Laremy Tunsil
Laremy Alexander Tunsil (Lake City, Florida, 2 de agosto de 1994) más conocido como Laremy Tunsil, es un jugador profesional estadounidense de fútbol americano que se desempeña en la posición de offensive tackle en Washington Commanders, equipo de la National Football League (NFL).

## Carrera
Fue seleccionado en la primera ronda en la Reunión Anual de Selección de Jugadores de la NFL de 2016. Hizo su debut profesional con el equipo Miami Dolphins, en el cual jugó tres temporadas (2016-2019), luego pasó a Houston Texans, donde lleva jugando cinco temporadas.